# Grebănu
Grebănu – wieś w Rumunii, w okręgu Buzău, w gminie Grebănu. W 2011 roku liczyła 2178 mieszkańców.